# Taxner-Tóth Ernő
Taxner-Tóth Ernő (Budapest, 1935. július 22. – 2025. január 27.)   Széchenyi-díjas irodalomtörténész, akadémiai doktor, professor emeritus. A Debreceni Egyetem Irodalomtudományi Doktori Iskola oktatója.

## Kutatási területe
Kölcsey Ferenc és Vörösmarty Mihály kora és munkássága. A regényíró Eötvös József. A XVIII-XIX. századi regény és sajtó közvéleményformáló szerepének alakulása.

## Életútja
Taxner Károly, Hérics-Tóth Vilma házasságából született. 1953-ban érettségizett Budapesten, majd kétkezi munkával kereste kenyerét, mellette esti tagozaton felsőfokú tanulmányokat folytatott az Eötvös Loránd Tudományegyetemen, 1967-ben nyert magyar-történelem szakos középiskolai tanári diplomát. Szakmunkásképzőben tanított, majd 1970-től a Petőfi Irodalmi Múzeumban muzeológusként, 1984-től főigazgató-helyettesi beosztásban dolgozott.
Az irodalom- és kultúra tudományok kandidátusa 1976-ban, MTA doktora 1991-ben. 1992-94 között a Művelődési és Közoktatási Minisztérium koordinációs irodáját vezette főosztályvezetői beosztásban. 1994. januártól augusztusig megbízott helyettes államtitkárként működött. 1992. szeptembertől 2005-ig a Debreceni Egyetem egyetemi tanára, 1995-1998-ig rektorhelyettese. 1999-ben Széchenyi professzori ösztöndíjban részesült. 2005-ben emeritálták.
A Professzorok Batthyány Körének alapító tagja és 2002-ig a Kör intézőbizottságának tagja.
Igen termékeny alkotó, önálló kötetein kívül számos kötet szerkesztője mind a Petőfi Irodalmi Múzeumban, mind a Debreceni Egyetemen, valamint a Kölcsey Társaságban. Szakcikkei rangos folyóiratokban jelentek meg (Vigilia, Kritika, Jelenkor, Kortárs,  Hitel, stb.).

## Családja
1968-ban nősült, felesége Virágh Judit, egy fiúgyermeküket nevelték fel. Unokája Taxner Tünde és Tádé.

## Kötetei (válogatás)[5]
- Dickens világa (1972)
- Tamási Áron (1973)
- Kortársak Kassák Lajosról; szerk., sajtó alá rend. Illés Ilona, Taxner Ernő; PIM–NPI, Bp., 1975
- Thackeray világa (1978)
- Kölcsey Ferenc levelezése Kende Zsigmonddal; sajtó alá rend., bev., jegyz. Taxner-Tóth Ernő, tan. Takács Péter; PIM, Bp., 1983
- A Brontë nővérek világa (1984)
- A fiatal Vörösmarty barátainak levelezéséből (1987)
- Kazinczy és kora, 1750–1817; PIM, Bp., 1987 (Képes bevezető a magyar irodalom világába)
- Ábrándok és tettek kora : 1817-1842 (1988)
- Irodalmi muzeológia. Kérdések, célok, eredmények; szerk. Taxner-Tóth Ernő; Múzsák–PIM, Bp., 1989
- Remény s emlékezet. Tanulmányok Kölcsey Ferencről; szerk. Taxner-Tóth Ernő, G. Merva Mária; Kölcsey Társaság, Bp., 1990
- "A mag kikél". Előadások Kölcsey Ferencről; szerk. Taxner-Tóth Ernő; PIM–Kölcsey Társaság, Bp.–Fehérgyarmat, 1991
- Kölcsey és a magyar világ (1992)
- Rend, kételyek, nyugtalanság : a Csongor és Tünde kérdései (1993)
- Kölcsey és Vörösmarty kora és szelleme (1996)
- (Köz)véleményformálás Eötvös regényeiben (2005)
- Fölemelkedni vagy lesüllyedni? Taxner-Tóth Ernő irodalomtörténésszel beszélget Mezei Károly; Kairosz, Bp., 2007 (Magyarnak lenni)
- Vérmező. A guillotine évei Magyarországon: reménykedők, rettegők, hiszékenyek, ügynökök, kalandorok; Kairosz, Bp., 2016

## Tudományos tisztségei (válogatás)
- MTA Irodalomtudományi Bizottság tagja
- Az ICOM magyar nemzeti bizottság elnöke (1986-93)
- A Magyar Akkreditációs Bizottság tagja (1997-2000)
- A Magyar Ösztöndíj Bizottság elnöke (1999)

## Társasági tagság (válogatás)
- Kölcsey Társaság (elnöke 1989-től)

## Díjak, elismerések (válogatás)
- Művelődési és Közoktatási Minisztérium nívódíja (1990)
- Széchenyi-díj (2002)
- Kölcsey Társaság Emlékplakett (2006)
- Mestertanár Aranyérem (2007)
- Ipolyi Arnold díj (OTKA, 2007)
- A Magyar Érdemrend középkeresztje (2015)
- Honoris Causa Pro Scientia Aranyérem (2015)